# Dwars door Vlaanderen 2022
76. ročník jednodenního cyklistického závodu Dwars door Vlaanderen se konal 30. března 2022 v Belgii. Vítězem se stal Nizozemec Mathieu van der Poel z týmu Alpecin–Fenix. Na druhém a třetím místě se umístili Belgičan Tiesj Benoot (Team Jumbo–Visma) a Brit Tom Pidcock (Ineos Grenadiers). Závod byl součástí UCI World Tour 2022 na úrovni 1.UWT a byl jedenáctým závodem tohoto seriálu.

## Týmy
Závodu se zúčastnilo všech 18 UCI WorldTeamů a 7 UCI ProTeamů. Alpecin–Fenix a Arkéa–Samsic dostaly automatické pozvánky jako nejlepší UCI ProTeamy sezóny 2021, třetí nejlepší UCI ProTeam sezóny 2021, Team TotalEnergies, pak dostal také automatickou pozvánku. Další 4 UCI ProTeamy (B&B Hotels–KTM, Bingoal Pauwels Sauces WB, Sport Vlaanderen–Baloise a Uno-X Pro Cycling Team) byly vybrány organizátory závodu, Flanders Classics. Každý tým přijel se sedmi závodníky kromě týmů Arkéa–Samsic a Cofidis s šesti závodníky a týmu Israel–Premier Tech s pěti závodníky. Bez pěti nestartujících závodníků se tak na start postavilo 166 jezdců. Do cíle ve Waregemu dojelo 108 z nich.
UCI WorldTeamy
- AG2R Citroën Team
- Astana Qazaqstan Team
- Bora–Hansgrohe
- Cofidis
- EF Education–EasyPost
- Groupama–FDJ
- Ineos Grenadiers
- Intermarché–Wanty–Gobert Matériaux
- Israel–Premier Tech
- Lotto–Soudal
- Movistar Team
- Quick-Step–Alpha Vinyl
- Team Bahrain Victorious
- Team BikeExchange–Jayco
- Team DSM
- Team Jumbo–Visma
- Trek–Segafredo
- UAE Team Emirates

UCI ProTeamy
- Alpecin–Fenix
- Arkéa–Samsic
- B&B Hotels–KTM
- Bingoal Pauwels Sauces WB
- Sport Vlaanderen–Baloise
- Team TotalEnergies
- Uno-X Pro Cycling Team

## Výsledky
| Pořadí | Jezdec                     | Tým                     | Čas        |
| ------ | -------------------------- | ----------------------- | ---------- |
| 1      | Mathieu van der Poel (NED) | Alpecin–Fenix           | 4h 05' 39" |
| 2      | Tiesj Benoot (BEL)         | Team Jumbo–Visma        | + 1"       |
| 3      | Tom Pidcock (GBR)          | Ineos Grenadiers        | + 5"       |
| 4      | Victor Campenaerts (BEL)   | Lotto–Soudal            | + 5"       |
| 5      | Nils Politt (GER)          | Bora–Hansgrohe          | + 5"       |
| 6      | Stefan Küng (SUI)          | Groupama–FDJ            | + 5"       |
| 7      | Kelland O'Brien (AUS)      | Team BikeExchange–Jayco | + 5"       |
| 8      | Ben Turner (GBR)           | Ineos Grenadiers        | + 12"      |
| 9      | Jan Tratnik (SLO)          | Team Bahrain Victorious | + 2' 08"   |
| 10     | Tadej Pogačar (SLO)        | UAE Team Emirates       | + 2' 08"   |